# Satherium
Satherium — вимерлий рід видр, що мешкав у Північній Америці в пліоцені та плейстоцені. Відомі два види: Satherium piscinarium і Satherium ingens.
S. piscinarium спочатку був класифікований як вид Lutra. Гігантська видра (Pteronura brasiliensis) Південної Америки вважається найближчим живим родичем цього роду.